# Franco Properzi-Curti

a Compétitions nationales et continentales officielles uniquement.

b Matchs officiels uniquement.
Dernière mise à jour le 3 décembre 2024.
Franco Properzi-Curti, né le 4 novembre 1965 à Dehradun (Inde), est un joueur italien de rugby à XV, ensuite entraîneur, qui a évolué au poste de pilier.

## Biographie
Franco Properzi-Curti honore sa première cape internationale le 7 avril 1990 avec l'équipe d'Italie contre la Pologne pour une victoire 31 à 3 à Naples, retenu par le sélectionneur Bertrand Fourcade. Il connaît 54 sélections. Il dispute un Tournoi et trois Coupes du monde. Il joue le 22 mars 1997 contre l'équipe de France à Grenoble pour une victoire historique 40-32 contre une équipe qui vient de réaliser le Grand chelem dans le Tournoi.
En Italie, il remporte sept fois le titre suprême, le championnat d'Italie de rugby à XV avec deux équipes, l'Amatori Rugby Milan et le Benetton Trévise. Il a pu côtoyer à Milan des joueurs comme Diego Domínguez et David Campese. Ensuite, il est entraîneur adjoint au Benetton Trévise.

## Palmarès

### En club
- Vainqueur du Championnat d'Italie en 1993, 1995, 1996 (Milan) ; 1999, 2001, 2003 et 2004 (Trévise)
- Vainqueur de la Coupe d'Italie en 1995 (Milan)

### En équipe nationale
- Vainqueur de la Trophée européen FIRA en 1995-1997

## Statistiques en sélection nationale
- 54 sélections avec l'Italie
- 15 points (3 essais)
- Sélections par année : 4 en 1990, 6 en 1991, 3 en 1992, 6 en 1993, 5 en 1994, 7 en 1995, 5 en 1996, 5 en 1997, 1 en 1998, 9 en 1999, 3 en 2001
- Tournois des Six Nations disputés: 2001
- Coupes du monde disputées : 1991, 1995, 1999.